# Królowa bez korony
Królowa bez korony (ang. The Divine Lady) – amerykański  film  z 1929 w reżyserii Franka Lloyda.